# Wojciech Szuppe

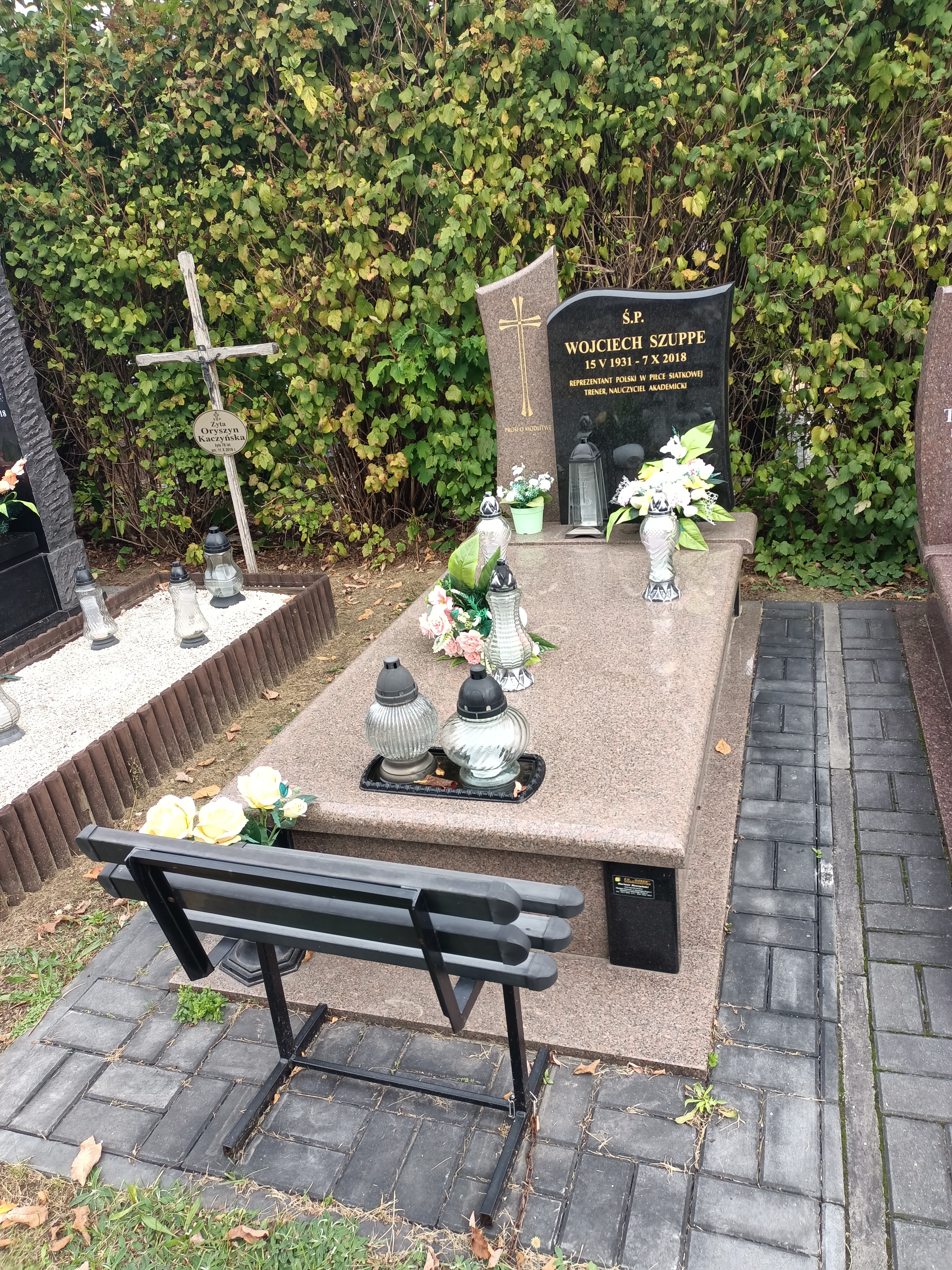
Grób Wojciecha Szuppe na Cmentarzu Komunalnym Północnym w Warszawie

Wojciech Szuppe (ur. 15 maja 1931 w Warszawie, zm. 7 października 2018) – polski siatkarz i trener siatkówki, mistrz Polski jako zawodnik i trener, reprezentant Polski, brązowy medalista Letniej Uniwersjady (1959).

## Kariera sportowa
Od 1952 reprezentował barwy AZS-AWF Warszawa, z którym zdobył dziesięć razy z rzędu mistrzostwo Polski (1952, 1953, 1954, 1955, 1956, 1957, 1958, 1959, 1960, 1961). W sezonie 1964/1965 został I trenerem tej drużyny i wywalczył mistrzostwo Polski w 1965, 1966 i 1968, wicemistrzostwo Polski w 1967, 1970 oraz brązowy medal mistrzostw Polski w 1969 i 1972. Warszawską drużynę prowadził w ekstraklasie do sezonu 1973/1974 zakończonego spadkiem z ligi, następnie do 1979 na szczeblu II-ligowym. Był również trenerem w Tunezji.
W reprezentacji Polski debiutował 24 kwietnia 1952 w towarzyskim spotkaniu z zespołem z Halle (NRD), wystąpił na mistrzostwach Europy w 1955 (6. miejsce), mistrzostwach świata w 1956 (5. miejsce) oraz akademickich mistrzostwach świata w 1954 (5. miejsce) i 1957 (2. miejsce). Na tej ostatniej imprezie wystąpił ostatni raz w biało-czerwonych barwach – 8 września 1957 w meczu z Rumunią. Łącznie w reprezentacji wystąpił 69 razy. W 1959 wystąpił jeszcze w akademickiej reprezentacji Polski na Uniwersjadzie w Turynie, zdobywając z drużyną brązowy medal.
Absolwent Akademii Wychowania Fizycznego w Warszawie (1953), po ukończeniu studiów pracował w katedrze zespołowych gier sportowych AWF, następnie w Zakładzie Zespołowych Gier Sportowych. Przeszedł na emeryturę w 1997.
Został pochowany na Cmentarzu Komunalnym Północnym w Warszawie (kwatera D-II-1
rząd 2, grób 9).